# Le nuove avventure di Skippy
Le nuove avventure di Skippy (The Adventures of Skippy) è una serie televisiva australiana in 39 episodi trasmessi per la prima volta nel corso di 2 stagioni dal 1992 al 1993. È il seguito della serie Skippy il canguro (91 episodi, 1966-1968). Vede come protagonista l'attore Andrew Clarke nel ruolo di Sonny Hammond (interpretato da Garry Pankhurst nella serie degli anni sessanta). In questo sequel Sonny, divenuto adulto, è a sua volta padre di due bambini.

## Trama
Sonny Hammond è un trentasettenne vedovo con due figli gemelli di 10 anni, Lou e Jerry. Insieme ai suoi due bambini, alla governante Thelma ed al canguro Skippy, vive in un parco naturale del Queensland, in Australia dove s'imbatte in diverse avventure legate all'habitat selvaggio della zona.

## Personaggi e interpreti

### Personaggi principali
- Sonny Hammond (39 episodi, 1992-1993), interpretato da Andrew Clarke.
- Jerry Hammond (39 episodi, 1992-1993), interpretato da Simon James.
- Lou 'Louise' Hammond (39 episodi, 1992-1993), interpretato da Kate McNeil.
- Kate Burgess (39 episodi, 1992-1993), interpretata da Fiona Shannon.
- Thelma Woods (39 episodi, 1992-1993), interpretata da Moya O'Sullivan.
- Ranger Dave (39 episodi, 1992-1993), interpretato da Joss McWilliam.

### Personaggi secondari
- Miss Harris (8 episodi, 1992-1993), interpretato da Tania Martin.
- Marc Strickson (7 episodi, 1992-1993), interpretato da David Campbell.
- Elyse (6 episodi, 1992-1993), interpretata da Kate Crosby.
- Ranger Dave (5 episodi, 1992-1993), interpretato da Andrew Booth.
- Brendan (5 episodi, 1992-1993), interpretato da Steven Harrison.
- Gaz (5 episodi, 1992-1993), interpretato da Damien Murdoch.
- Sam (4 episodi, 1992), interpretato da Liam Flynn.
- Peter (4 episodi, 1992), interpretato da Christopher Harris.
- Gorman (3 episodi, 1992), interpretato da David Clendinning.
- Chris (3 episodi, 1992), interpretato da Craig Ball.
- Sanders (3 episodi, 1992), interpretato da James O'Neill.
- Foreman (3 episodi, 1992), interpretato da Colin Martin.
- Brian Morrisey (3 episodi, 1992), interpretato da Chris Betts.

## Produzione
La serie fu prodotta da McMahon & Lake Pty. Ltd. e The Queensland Film Development Office e girata a Gold Coast in Australia. Le musiche furono composte da Eric Jupp.

### Registi
Tra i registi sono accreditati:
- Rob Stewart in 2 episodi (1992)
- Julie Money

### Sceneggiatori
Tra gli sceneggiatori sono accreditati:
- Bevan Lee in un episodio (1992)
- Alister Webb in un episodio (1992)
- Anthony Ellis
- Jonathan Hardy
- Jennifer Mellet

## Distribuzione
La serie fu trasmessa in Australia dal 4 maggio 1992 all'8 marzo 1993  sulla rete televisiva Nine Network.
In Italia è stata trasmessa negli anni novanta su Italia 1 con il titolo Le nuove avventure di Skippy.
Alcune delle uscite internazionali sono state:
- in Australia il 4 maggio 1992 (The Adventures of Skippy)
- in Grecia (Oi peripeteies tis Skippy)
- in Germania (Skippy)
- in Italia (Le nuove avventure di Skippy)
- in Francia (Les Aventures de Skippy e, per la seconda stagione, Les Nouvelles Aventures de Skippy)

## Episodi
| Stagione         | Episodi | Prima TV Australia | Prima TV Italia |
| ---------------- | ------- | ------------------ | --------------- |
| Prima stagione   | 26      | 1992               |                 |
| Seconda stagione | 13      | 1993               |                 |